# Vẹt đuôi dài xanh
Vẹt đuôi dài xanh (Danh pháp khoa học: Cyanopsitta spixii) là một loài chim trong họ Psittacidae.

## Đặc điểm sinh học
Vẹt đuôi dài xanh dài khoảng 55–57 cm. Thân của nó như tên gọi là màu xanh, đầu, đuôi xanh nhạt, xanh đậm ở phần bụng, cánh và chân. Phần chân màu đen. Chúng có màu lông đôi lúc ngả trắng phù hợp với môi trường. Mỏ chúng màu đen xám. Tiếng kêu của chúng khá trầm, lớn.

## Phân bố
Những con vẹt đuôi dài nguồn gốc ở Mexico, Trung Mỹ, Nam Mỹ, và trước đây là vùng biển Caribbean. Phần lớn các loài có liên quan đến môi trường rừng rậm, đặc biệt là rừng nhiệt đới, nhưng những loài khác thích môi trường sống như rừng hoặc thảo nguyên.

## Trạng thái bảo tồn
Khoảng những năm 1980, vấn đề lớn nhất đe dọa vẹt là tốc độ nhanh chóng của nạn phá rừng và đánh bẫy trái phép. Dẫn đến sụt giảm loài này nhanh chóng. Từ năm 2004, loài vẹt đuôi dài đã gần như bị tuyệt chủng. Đây là loài chim nhỏ có đuôi dài, màu xanh (ở phần thân và đuôi), thường được người ta nuôi làm cảnh nhưng hiện nay đã bị mất giống. Nguyên nhân là do nạn săn bắt, kinh doanh và nuôi nhốt nên chúng dễ bị mắc bệnh.
Thống kê cho thấy, trong năm 2010, loài vẹt này chỉ còn 85 cá thể. Toàn bộ các con đực và cái đều lần lượt tham gia giao phối bởi tổ chức ICMBio và chính phủ Bảo tồn Thiên nhiên Brazil để duy trì khỏi nạn tuyệt chủng. Đến 2015, số lượng cá thể tăng lên gần 100 cá thể nhưng vẫn rất ít.
Cá thể cuối cùng của loài vẹt xanh đuôi dài đã biến mất trong tự nhiên từ năm 2001 và lần cuối được nhìn thấy vào năm 2016, nhưng các nhà bảo tồn vẫn nỗ lực tìm kiếm trong suốt nhiều năm qua. Đến cuối cùng, họ buộc phải chấp nhận sự thật và phân loại chúng vào danh sách đã tuyệt chủng trong tự nhiên vào năm 2018.

## Phim ảnh
Vẹt Presley (mất 2014) truyền cảm hứng cho loạt phim Rio và nhân vật Blu
Danh sách phim có nhắc đến loài vẹt xanh đuôi dài:
- Noah's Island (tập Born To Be Wild) (1997)
- Gorgo (phần đầu của tập Mystery Science Theater 3000) (1998)
- Law & Order: Special Victims Unit (tập Wildlife) (2008)
- Rio (2011)
- Rio 2 (2014)

## Hình ảnh

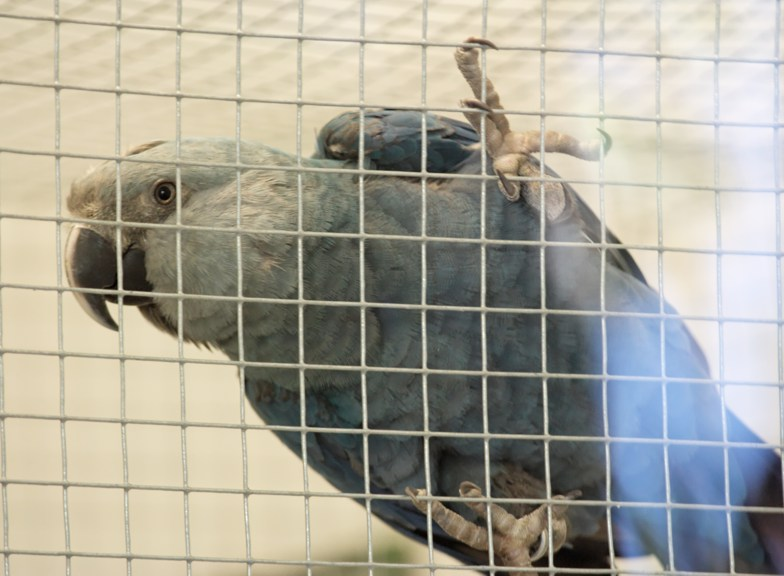
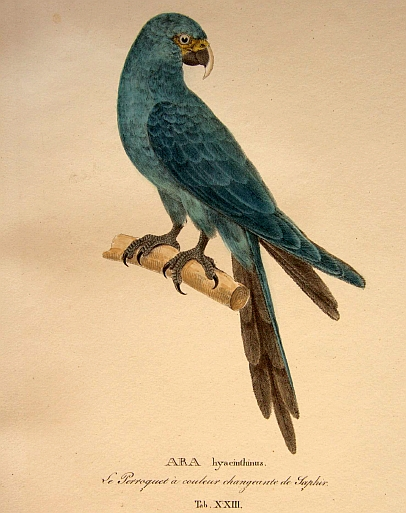
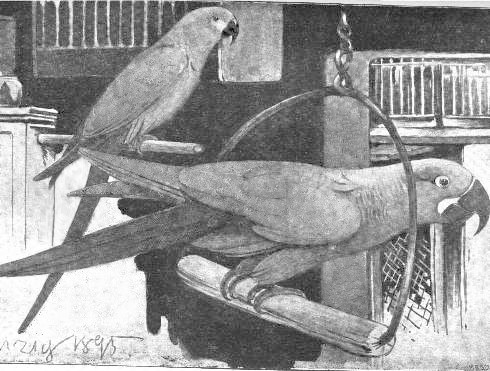
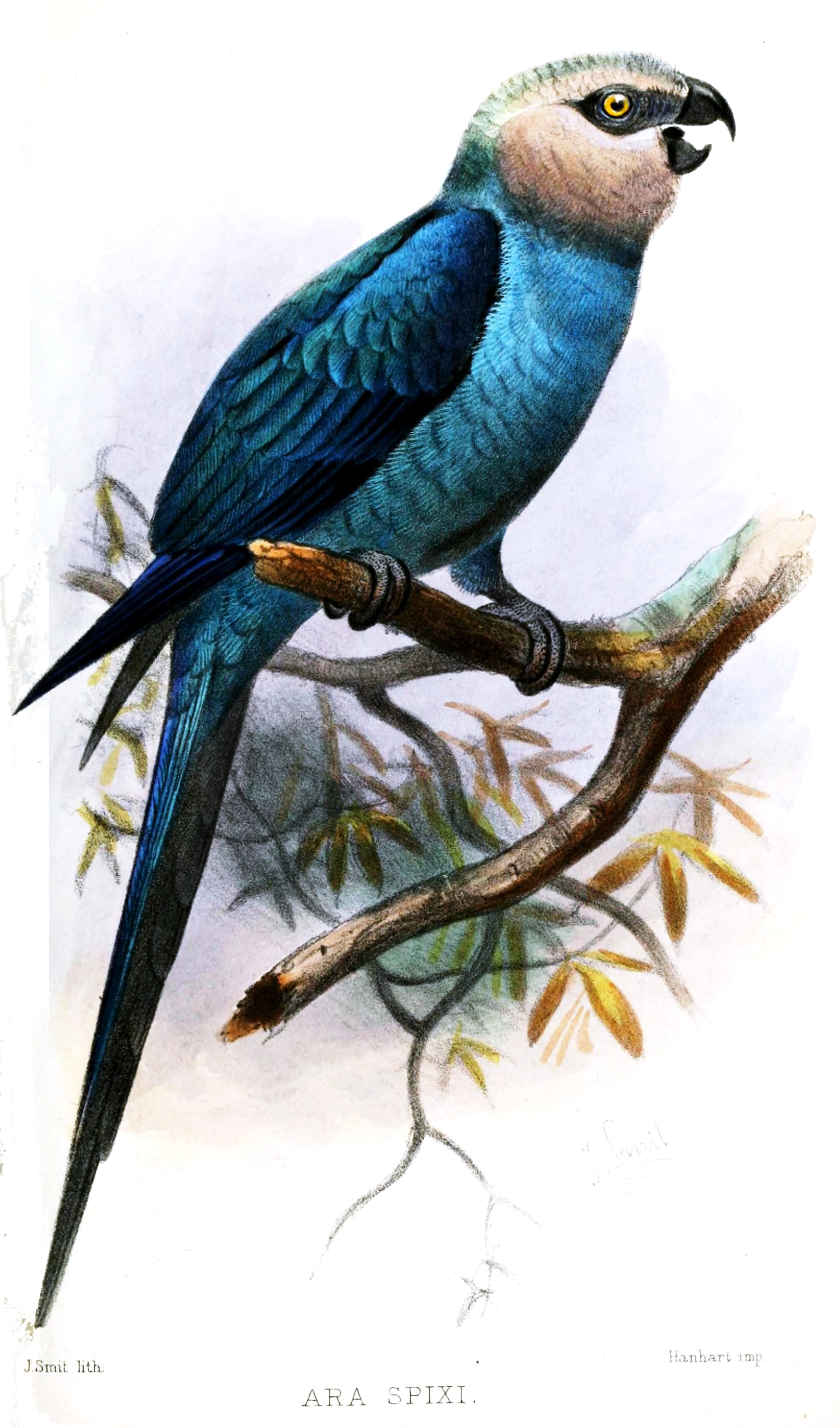